# Dia da Discriminação Zero
O Dia da Discriminação Zero é um dia anual comemorado em 1º de março de cada ano pelas Organização das Nações Unidas (ONU) e outras organizações internacionais. O dia visa promover a igualdade perante a lei, mas também na prática, em todos os países membros da ONU. A data foi comemorada pela primeira vez em 1º de março de 2014 e foi lançado pelo diretor executivo do UNAIDS, Michel Sidibé, em 27 de fevereiro daquele ano, promovido por um grande evento em Pequim.
Em 2015, os armênios americanos na Califórnia realizaram um die-in no Dia da Discriminação Zero para lembrar as vítimas do genocídio armênio.
Em fevereiro de 2017, o UNAIDS convocou pessoas a "fazerem barulho em torno da discriminação zero, para falarem e impedirem que a discriminação atrapalhe a realização de ambições, objetivos e sonhos".
Este dia é instrumentalizado pelo UNAIDS para combater a discriminação contra pessoas vivendo com HIV/AIDS. "O estigma e a discriminação relacionados ao HIV são difundidos e existem em quase todas as partes do mundo [...]", diz o Dr. Ivan F. Camanor, presidente da Comissão Nacional de AIDS da Libéria.  O Programa das Nações Unidas para o Desenvolvimento também prestou homenagem em 2017 às pessoas LGBTI com HIV/AIDS que enfrentam a discriminação.
Ativistas indianos usaram este dia para se manifestar contra leis que favoreceram, durante muito tempo, a discriminação contra a comunidade LGBTI no país, especialmente a Seção 377 do Código Penal Indiano, que costumava criminalizar a homossexualidade naquele na Índia, mas foi revogada pela Suprema Corte indiana em setembro de 2018.
A ONU no Brasil reconhece a ligação entre a discriminação e as desigualdades sociais, sejam elas estruturais ou sociais, como os desequilíbrios nos índices de educação, saúde e emprego. No Dia Mundial de Zero Discriminação de 2021, a organização destacou a necessidade de ação para acabar com as desigualdades em torno de renda, sexo, idade, estado de saúde, ocupação, deficiência, orientação sexual, uso de drogas, identidade de gênero, raça, classe, etnia e religião, que se fazem ainda presentes em todo o mundo. Para a entidade, o processo de acabar com a discriminação é essencial para a erradicação da AIDS.